# 三河日産自動車
三河日産自動車株式会社（みかわにっさんじどうしゃ）とは、愛知県安城市に本社のある愛知県西三河地区唯一の、日産自動車のレッド&ブルーステージ店である。
西三河地域は、豊田市にトヨタ自動車の本社が、岡崎市に三菱自動車工業の製造拠点（岡崎工場）がそれぞれあり、愛知県内はトヨタ車の登録台数が多い。日産車の登録台数は比較的に少ない環境で、日産の販売店の中でも特に競争の激しい環境に置かれている販売会社である。ウェブサイトではかつて、豊田市内唯一の店舗である日産ギャラリー豊田梅坪（豊田市京町）の紹介文で「（当店のある豊田市は）トヨタの占領下」と言及されていた。

## 沿革
- 1973年（昭和48年） - 三河地区の日産モーター店「愛知東日産モーター」として創業。
- 1988年（昭和63年） - 東三河地区の日産チェリー店「日産チェリー愛知東」と合併し、「三河日産モーター」と改称。
- 1994年（平成6年）1月1日 - 現在の三河日産自動車設立。西三河地区の日産全系列販売会社となり、従来の日産店（愛知日産自動車）・日産プリンス店（日産プリンス名古屋）・日産サニー店（日産サニー中部）より西三河地区の店舗を分割譲渡され、本社を豊橋から安城に移転（日産ギャラリー安城はこの際に日産サニー中部から分割譲渡された店舗）。同時に三河日産モーター時代の東三河地区店舗は東愛知日産自動車に譲渡（東愛知日産は東三河地区の日産全系列販売会社となる）。
- 2006年（平成18年）7月3日 - VTホールディングス株式会社の子会社となる。

## 愛知県内の他日産車販売店
- 愛知日産自動車
- 東愛知日産自動車
- 日産プリンス名古屋販売

## 事業所
| 日産ギャラリー岡崎法性寺   | 岡崎市牧御堂町字花辺52   |
| 日産ギャラリー岡崎光ヶ丘   | 岡崎市美合町字三田35-1   |
| 日産ギャラリー岡崎宇頭     | 岡崎市宇頭町字井ノ上30   |
| カーパレス岡崎248          | 岡崎市井田西町5-8        |
| 日産ギャラリー岡崎大樹寺   | 岡崎市大樹寺2丁目1-5     |
| 日産ギャラリー西尾上町     | 西尾市上町北大山9-1      |
| 日産ギャラリー西尾今川     | 西尾市今川町御堂東98番   |
| 日産ギャラリー安城（本社） | 安城市横山町大山田中79-3 |
| カートピア安城             | 安城市横山町大山田中79-3 |
| 日産ギャラリー碧南         | 碧南市中後町2-56         |
| 日産ギャラリー刈谷         | 刈谷市東新町3丁目215     |
| 日産ギャラリー三好インター | みよし市莇生町川岸当7-1  |
| 日産ギャラリー豊田梅坪     | 豊田市京町5丁目6番地6    |